# Хеті I
Уахкара Хеті I (Ахтой) — номарх XX верхньоєгипетського ному у Першому перехідному періоді, який об'єднав під своєю владою практично весь Єгипет після 2170 року до н. е., заснувавши у такий спосіб IX (Гераклеопольську) династію.

## Життєпис
Хеті був номархом XX верхньоєгипетського ному з центром у Гераклеополі. Скориставшись слабкістю влади фараонів VIII династії, під владою яких фактично перебував лише Мемфіс, скинув останнього її представника та коронувався фараоном, заснувавши IX династію. Відповідно до Юргена фон Бекерата, сталось це близько 2192/2120 року до н. е..